# Fredrik August Ehrström
Fredrik August Ehrström, född 1801 i Larsmo, död 1850 i Helsingfors, var en finländsk musiker. Han var farbror till Karl Gustaf Ehrström.
Ehrström bedrev först juridiska studier men övergick till musikerbanan och tjänstgjorde som sånglärare samt från 1840 även som organist i Helsingfors, sedan han utbildat sig tills sådan hos Johann Christian Friedrich Haeffner i Uppsala. Han var vän till Johan Ludvig Runeberg och tonsatte redan på 1830-talet flera av dennes dikter. Dessa sånger, särskilt Källan och Svanen uppskattades mycket av Runeberg och fick stor spridning. Ehrströms sånger utgavs postumt.